# سانشيز كريباري
سانشيز كريباري(بالإنجليزية: Emílson Cribari)‏ مواليد 6 مارس 1980 في البرازيل، هو لاعب كرة قدم برازيلي. يلعب كمدافع.

## المسيرة الاحترافية

### أندية لعب لها
لعب سانشير في أندية التالية:
- نادي إمبولي
- نادي أودينيزي
- نادي لاتسيو
- نادي نابولي
- نادي كروزيرو
- نادي رينجرز

## روابط خارجية
- سانشيز كريباري على موقع قاعدة بيانات كرة القدم.إي يو (الإنجليزية)
- سانشيز كريباري على موقع Soccerbase.com (لاعب) (الإنجليزية)
- سانشيز كريباري على موقع Soccerway.com (الإنجليزية)
- سانشيز كريباري على موقع عالم كرة القدم.نت (الإنجليزية)